# Eben Jenks Loomis
Eben Jenks Loomis (Oppenheim, 11 novembre 1828 – 2 dicembre 1912) è stato un astronomo statunitense, frequentò la Lawrence Scientific School (Harvard) nel 1851-53.
Fu assistente nell'ufficio American Ephemeris and Nautical Almanac dal 1850 fino al suo pensionamento nel 1900. Durante questo periodo ha anche ricoperto la posizione di assistente speciale presso loUnited States Naval Observatory a Washington.
Loomis è stato membro della spedizione dell'eclissi degli Stati Uniti in Africa nel 1889, che ha osservato l'eclissi solare del 22 dicembre. È autore del Wayside Sketches (1894); An Eclipse Party in Africa (1896); e A Sunset Idyl.
Era il padre di Mabel Loomis Todd.